# San Simeone Profeta, Rom
San Simeone Profeta, även benämnd San Simeone in Posterula och San Simeone de Ponte, är en dekonsekrerad och delvis riven kyrkobyggnad i Rom, helgad åt den helige Symeon. Kyrkan är belägen vid Piazza Lancellotti i Rione Ponte.
Tillnamnet ”Posterula” åsyftar Posterula Domizia, en av de mindre portar i Aurelianusmuren, vilka gav tillträde till Tibern.

## Kyrkans historia
Kyrkans första dokumenterade omnämnande förekommer i Regestum Farfense den 23 januari 1017. Därefter nämns kyrkan som filial till San Lorenzo in Damaso i en bulla, promulgerad år 1186 av påve Urban III.
På uppdrag av monsignore (sedermera kardinal) Orazio Lancellotti genomgick kyrkan en genomgripande restaurering år 1610. Inskriptionen ovanför kyrkans ingångsportal hugfäster minnet av denna tilldragelse:  S ⋅ SIMEONI ⋅ PROPHETAE / H ⋅ LANCELOTTVS. I början av 1740-talet gavs Francesco Giuseppe Rosa i uppdrag att bygga om fasadens övervåning. Han utformade bland annat oxögat och det rektangulära fönstret med dess balkong i smidesjärn.
I mitten av 1800-talet övertogs kyrkan av Arciconfraternita di Santa Margherita da Cortona, ett brödraskap med den heliga Margareta av Cortona som skyddspatron.
Interiören hade tre skepp. Högaltarmålningen utgjordes av Jesu omskärelse av Ventura Salimbeni. Interiören hyste även målningen Madonnan och Barnet med den heliga Anna av Carlo Saraceni; denna målning återfinns i dag i Galleria Nazionale di Arte Antica i Palazzo Barberini.
År 1498 mördades en viss Lorenzo Gerusino och begravdes i kyrkan; gravmonumentet som tillskrivs Andrea Bregno, är numera uppställt i klostergården vid Santa Maria della Pace. Gravinskriptionen lyder:
Kyrkan stängdes i slutet av 1800-talet och övergavs år 1929, då taket rasade in. Fasaden är det enda som återstår av kyrkan.

## Titelkyrka
San Simeone Profeta stiftades som titelkyrka av påve Julius III den 4 december 1551. Titelvärdigheten upphävdes av påve Sixtus V år 1587.
Kardinalpräster
- Giacomo Puteo: 1551–1555
- Virgilio Rosario: 1557–1559
- Bernardo Salviati: 1561–1566
- Vakant: 1566–1570
- Charles d'Angennes de Rambouillet: 9 juni – 20 november 1570
- Giovanni Aldobrandini: 1570–1573
- Vakant: 1573–1584
- Scipione Lancellotti: 1584–1587
- Titelvärdigheten upphävd: 1587

## Omnämningar i kyrkoförteckningar
| Katalog                                                     | År         | Benämning                 |
| ----------------------------------------------------------- | ---------- | ------------------------- |
| Catalogo di Cencio Camerario                                | 1192       | sco. Symeoni de Pusterula |
| Il catalogo Parigino                                        | cirka 1230 | s. Symon                  |
| Il catalogo di Torino                                       | cirka 1320 | Ecclesia sancti Symeonis  |
| Il catalogo del Signorili                                   | cirka 1425 | sci. Simeonis             |
| L'indice delle reliquie del Signorili                       | cirka 1425 | s. Simeonis de Ponte      |
| Liber Anniversariorum Sancti Salvatoris ad Sancta Sanctorum | 1461       | Ecclesia S. Simeonis      |

## Bilder
| - Madonnan och Barnet med den heliga Anna av Carlo Saraceni. - San Simeone Profeta (nummer 525 vid den röda pilen) på Giovanni Battista Nollis topografiska karta över Rom från år 1748. Övriga avbildade byggnader (urval): 522) Santa Maria in Posterula, 526) Palazzo Cesi, 532) San Trifone, 533) Palazzo Lancellotti, 535) San Salvatore in Lauro, 536) Teatro di Tor di Nona och 586) Santi Simone e Giuda. |